# Ламба Доріа
Ламба Доріа або д'Оріа (італ. Lamba Doria o D'Oria; Генуя, 1245—1323) — державний і військовий діяч Генуезької республіки кінця XIII — початку XIV століття. Разом зі своїм нащадком Андреа Доріа, Ламба вважається одним з найздібніших генуезьких адміралів.

## Біографія

Герб родини Доріа

Народився в 1245 році у впоивовій аристократичній родині Доріа. Його брат Оберто Доріа був капітано-дель-пополо Генуезької республіки.
Свою кар'єру Ламба розпочав на позиції капітана, що на чолі 5 галер супроводжував торгові конвої генуезьких кораблів, що навантажені сріблом відправлялись в Константинополь для закупівлі східних товарів. Згодом він створив невелику флотилію, що складалась з галер і «круглих» кораблів яка захищала деякі торговельні шляхи на Корсиці, Сардинії та Сицилії. Під час охорони торгових конвоїв він показав себе вмілим і яких, він неодноразово перемагає пізанців, особливо в битві при Таволарі, під час яких він захоплював полонених, яких він потім продає як рабів, збільшуючи свій прибуток. Він брав участь у тріумфальній для генуезців битві при Мелорії в серпні 1284 року. Після цього Ламба облишив комерційну діяльність і повністю присвятив себе громадській діяльності на користь Республіки.
Під час другої генуезько-венеційської війни Ламба розгромив венеційців у битві при Курцолі в 1298 році. У битві венеційці втратили вісімдесят п'ять кораблів — з них вісімнадцять були захоплені, а решта були спалені або затоплені. Серед в'язнів, захоплених в битві при Курцолі були адмірал Андреа Дандоло (який у відчаї покінчив із собою) і Марко Поло, який під час ув'язнення в Генуї продиктував мемуари про свою подорож до Китаю в Книзі чудес світу.

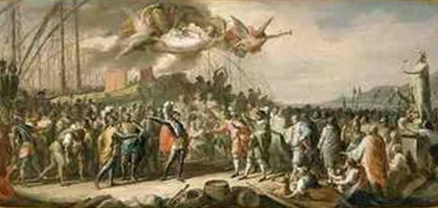
Тріумф Ламба Дорії в Битві при Курцолі. Фреска Феделе Фачетті (1782) в Палаццо Доріа-д'Ангрі. Неаполь

Повернувшись до Генуї з тріумфом, адмірал Ламба отримав від муніципалітету будинок на площі Сан-Маттео, традиційному районі проживання представників влади в місті, інші володіння в Савоні (де Палаццо Д'Оріа Ламба все ще стоїть), Генуї та П'ємонті. Крім того, місто обрало його на посаду капітано-дель-пополо.
Він був призначений адміралом Священної Римської імперії, командував імперським флотом із 40 особистими галерами від імені імператора Генріха VII, він також призначався командувати королівським арагонським флотом від імені короля Хайме II, а в жовтні 1297 р. він був призначений капітаном флоту Генуезької республіки.
Його прямі нащадки, живі до тепер, отримали титул маркізів.